# Indifferenzlage
Als Indifferenzlage wird in der Sprechwissenschaft die mittlere Tonhöhe der Sprechstimme bezeichnet. Alternative Begriffe sind mittlere Sprechstimmlage, gespannte Mittellage oder Hauptsprechtonbereich.

## Begriffsgeschichte
Der Begriff „Indifferenzlage“ wird seit Mitte des 19. Jahrhunderts verwendet. Er wurde vom Linguisten Eduard Sievers als Bezeichnung für die Position der Artikulationsorgane im Mund geprägt und später auf die an der Phonation beteiligten Organe erweitert. Arnold Schröer bezeichnet die Indifferenzlage 1884 als den „Kompromiss der Zunge mit den in ihrem Dialekte eigentümlichen Lauten“. Seit dem 20. Jahrhundert wird der Begriff überwiegend in Bezug auf die mittlere Tonhöhe der Sprechstimme verwendet. Er kann sowohl eine spezifische Tonhöhe als auch einen Tonhöhenbereich meinen.

## Tonhöhenbereich
Es gibt unterschiedliche Angaben über den Bereich der Indifferenzlage innerhalb des Stimmumfangs. Genannt wird ein Intervall einer Quarte oder einer kleinen Sexte oder ein Umfang von vier bis fünf Tönen. Für Männer wird ein gewöhnlicher Bereich zwischen G und c, für Frauen und Kinder zwischen g und c′ angegeben.

### Indifferenzlage als Position des Artikulationsapparates
- Carl Ludwig Merkel: Anatomie u. Physiologie des menschlichen Stimm- u. Sprach-Organs (Anthropophonik) nach eigenen Beobachtungen u. Versuchen wissenschaftlich begründet. Ambr. Abel, Leipzig 1857.
- Eduard Sievers: Grundzüge der Lautphysiologie zur Einführung in das Studium der Lautlehre der indogermanischen Sprachen. Breitkopf und Härtel, 1876.
- Max Nadoleczny: Untersuchungen über den Kunstgesang: I. Atem- und Kehlkopfbewegungen. Springer-Verlag, 1923.

### Indifferenzlage als Stimmlage
- Hans Krech: Zur Artikulationsbasis der deutschen Hochlautung. In: STUF – Language Typology and Universals. Band 7–8, 1954, S. 536–551.
- E. Kurka, R.-B. Fredrich: Zur Bestimmung des physiologischen Hauptsprechtons. In: Wiss. Z. Univ. Halle. Vol. 5, XVII'68 G, 1968, S. 45–52.
- Liselotte Herbst: Untersuchungen zur Indifferenzlage der Sprechstimme: Studien zur Problematik d. physiol. Hauptsprechtonbereichs. Dissertation. Halle, Phil. F., 30. Sept. 1965.
- Andrea Glante, Bernd Fürstenau: Analyse prosodischer Merkmale mütterlichen Babytalks in Abhängigkeit vom kindlichen Alter : ein Vergleich zur Struktur der Indifferenzlage. Dissertation. Humboldt-Univ., Berlin 1997.
- Werner Neuhauser: Intraindividuelle Schwankungen der Grundfrequenz (Pitch) und der Grundfrequenzabweichungen (Jitter) der normalen Stimme in Indifferenzlage. Dissertation. Tübingen 1996

### Mittlere Sprechstimmlage
- Richard Luchsinger, Gottfried E. Arnold: Handbuch der Stimm- und Sprachheilkunde: Erster Band: Die Stimme und ihre Störungen. 1970.
- Augustin Ulrich Nebert: Der Tonhöhenumfang der deutschen und russischen Sprechstimme: Vergleichende Untersuchung zur Sprechstimmlage. (= Hallesche Schriften zur Sprechwissenschaft und Phonetik. Band 46). Frankfurt am Main 2013.

### Average speaking pitch
- S. Grawunder, I. Bose, B. Hertha, F. Trauselt, L. C. Anders: Perceptive and acoustic measurement of average speaking pitch of female and male speakers in German radio news. In: Interspeech. ISCA, Bonn 2006.
- S. Grawunder, I. Bose: Average speaking pitch vs. average speaker fundamental frequency reliability, homogeneity, and self report of listener groups. In: P. A. Barbosa (Hrsg.): Speech Prosody. 2008, S. 763–766.